# Sigríður Hagalín Björnsdóttir
Sigríður Hagalín Björnsdóttir (Reykjavík, 1974. február 11. –) izlandi újságíró, történész és író, Jón Kalman Stefánsson felesége.
Szülei Kristín Ólafsdóttir könyvtáros és Björn Vignir Sigurpálsson, a Morgunblaðið egykori újságírója. Anyai nagyanyja Sigríður Hagalín (1926-1992) színésznő volt.
Sigríður történelmet és spanyol irodalmat tanult az Izlandi Egyetemen és a Salamancai Egyetemen. Újságírást tanult a New York-i Columbia Egyetemen. 1999 óta megszakításokkal az Izlandi Televízió riportereként dolgozik. Többek között a RÚV koppenhágai tudósítója volt, a Kastljós hírkommentárt felügyelte, a RÚV hírügynökségének hírigazgató-helyettese volt, és a RÚV igazgatótanácsában is ült.
Öt regénye jelent meg; Eyland (2016), Hið heilaga orð (2018), Eldarnir (2020), Hamingja þessa heims (2022) és Deus (2023).

### Magyarul megjelent
- A sziget (Eyland) – Cser, Budapest, 2019 · ISBN 9789632785820 · Fordította: Patat Bence
- Szent szó (Hið heilaga orð) – Cser, Budapest, 2021 · ISBN 9789632786711 · Fordította: Patat Bence
- Tüzek. Szerelem és más katasztrófák (Eldarnir) – Cser, Budapest, 2023 · ISBN 9789632787312 · Fordította: Patat Bence
- DEUS (Deus) – Cser, Budapest, 2024 · ISBN 9789632787749 · Fordította: Patat Bence

## Fordítás
- Ez a szócikk részben vagy egészben  a   Sigríður Hagalín Björnsdóttir című izlandi Wikipédia-szócikk fordításán alapul.  Az eredeti cikk szerkesztőit annak laptörténete sorolja fel. Ez a jelzés csupán a megfogalmazás eredetét és a szerzői jogokat jelzi, nem szolgál a cikkben szereplő információk forrásmegjelöléseként.